# Complejo arqueológico Santa Luzmila
El complejo Santa Luzmila fue un agrupamiento de montículos prehispánicos ubicado en la urbanización homónima del distrito de Comas en Lima, Perú. Consistió en aproximadamente veinticinco sitios bastante erosionados que presentan restos de estructuras hechas de tierra, tapia o adobe, distribuidos al este del sitio arqueológico Cerro Pro. Estaban concentrados en un área de 40 hectáreas y tenían diversos tamaños, como máximo entre 20 a 60 metros de largo por 10 a 60 metros de ancho.  
En las fotografías del Servicio Aerofotográfico Nacional se puede observar que al oeste se encontraba la hacienda Infantas, la huaca Micaela Bastidas y la Hacienda Comas, al este estaba el Pampa de Comas y al sur el Templo en U de Infantas. 
Dentro del área del complejo había presencia de otros edificios de planta rectangular de forma alargada que pudieron haber pertenecido a periodos posteriores. Se cree que pudieron ser un gran centro poblacional articulado con Templo en U de Infantas, Collique 2, huaca Pro y Cerro Pro.
En la actualidad no queda ninguno, todos han sido nivelados y transformados en campos de fútbol, viviendas, colegios, parques, etc.